# Hermann Urban

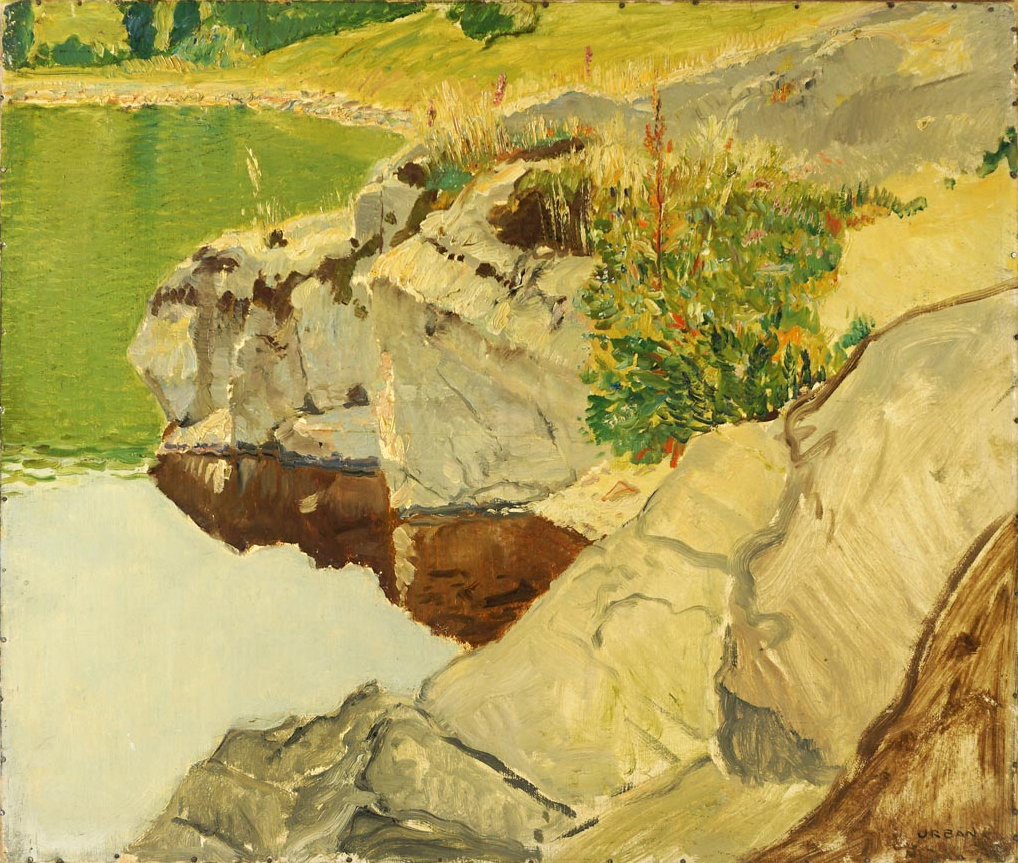
Bei Regenspeilstein (Oberpfalz)

Hermann Urban (* 8. Oktober 1866 in New Orleans (Louisiana); † 2. August 1946 in Bad Aibling) war ein deutscher Landschaftsmaler.

## Leben
Als Sohn eines deutschen Zahnarztes und der französisch-kreolischen Opernsängerin Alice Fleury geboren, kam Urban im Jahre 1867, noch als Kleinkind, nach Bad Aibling, wo er bei seinen Großeltern aufwuchs. Die Maler Wilhelm Leibl und Ernst Zimmermann erkannten seine Begabung und ermunterten Urban, Malerei zu studieren. Seit dem 16. April 1885 studierte Urban an der Königlichen Akademie der Künste in München bei Johann Caspar Herterich und Wilhelm von Diez. Gemeinsam mit Max Doerner, Hans Anetsberger, Bruno Paul Hetze und Hans Rossmann  beschäftigte sich Urban mit der Landschaftsmalerei in Neubeuern. Diese Künstlergruppe gründete später die Malerkolonie Törwang. Im Jahre 1886 eröffnete Urban sein erstes Atelier in der Münchner Amalienstraße. 1890 besuchte Franz von Lenbach Urban in seinem Atelier. Den Zeitraum von 1892 bis 1894 verbrachte Urban in Italien, 1894 wurde er Schüler von Arnold Böcklin in Florenz. 1897 wurde Urban Mitglied der Luitpold-Gruppe. 1908 wurde Urban zum Professor honoris causa durch Prinzregenten Luitpold von Bayern ernannt. 1914 besuchte Urban Ägypten. 1918 wurde er zum Vorsitzenden des Künstlerrates in München gewählt.
Urban trat zum 1. Mai 1933 der NSDAP bei (Mitgliedsnummer 2.948.468)., und er war Mitglied der Reichskammer der bildenden Künste. Für diese Zeit ist seine Teilnahme an 22 Ausstellung sicher belegt, darunter von 1939 bis 1944 alle Großen Deutschen Kunstausstellungen in München. Er zeigte dort insgesamt 23 Bilder, die dem Geschmack führender Nazis entsprachen. Davon erwarb u. a. Hitler vier Bilder und Walter Funk, Artur Greiser und Robert Ley jeweils eines.
1944 wurde Urbans Münchner Atelier infolge eines Luftangriffs zerstört. Dabei wurden viele Werke vernichtet oder gestohlen. Urban siedelte nach Bad Aibling über.